# Brejo Grande do Araguaia
Brejo Grande do Araguaia este un oraș în Pará (PA), Brazilia.